# Friedrich-Ebert-Platz (Düren)

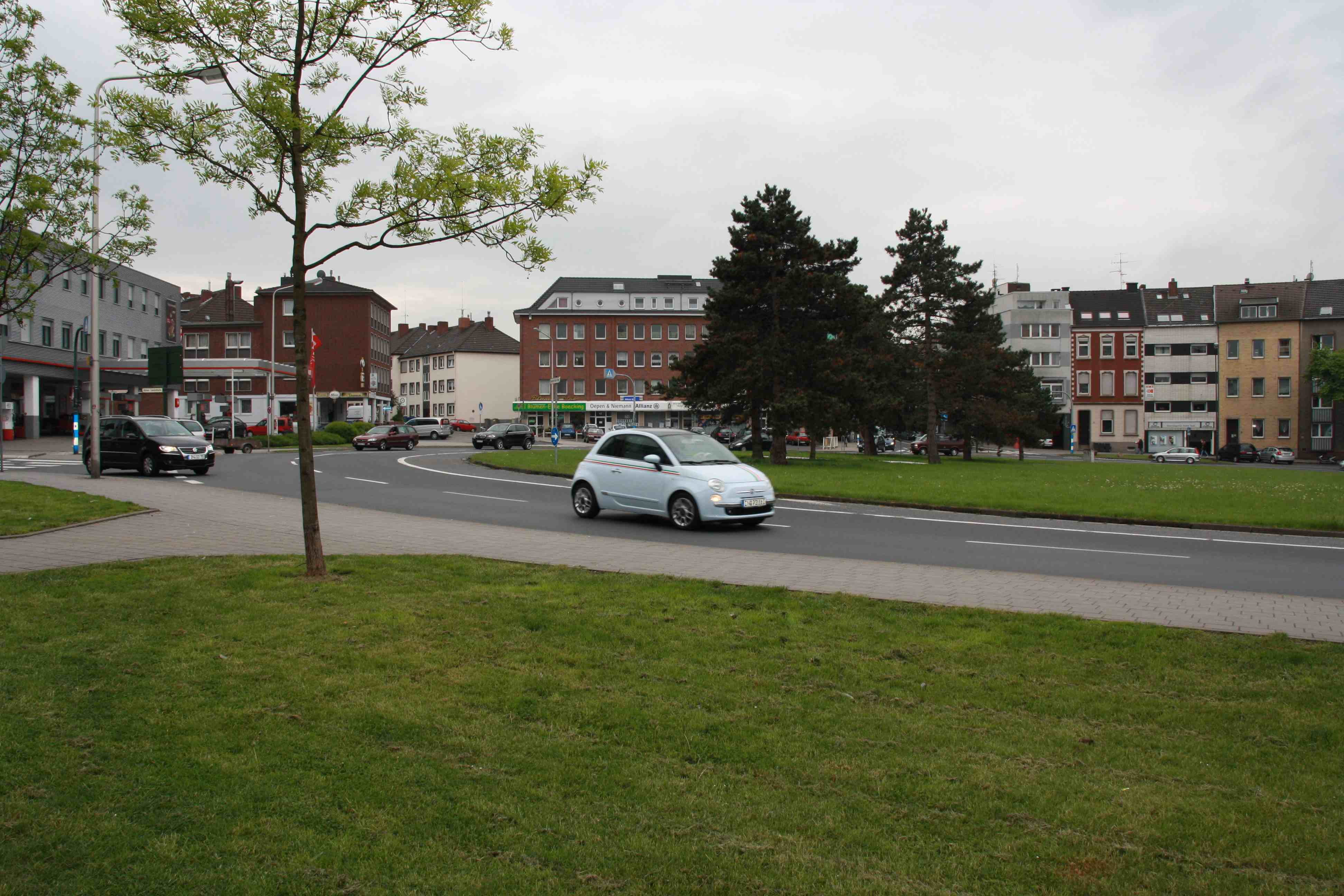
Der östliche Bereich des Platzes

Der Friedrich-Ebert-Platz ist der zentrale Kreisverkehr in Düren, Nordrhein-Westfalen. Der mehrspurige Kreisverkehr ist nach dem deutschen Staatsmann und Reichspräsidenten Friedrich Ebert benannt.

## Lage
Am Kreisverkehr treffen mehrere Straßen aufeinander. Auf der nördlichen Seite führt die Schoellerstraße (Bundesstraße 56) in Richtung der Bundesautobahn 4. Gegenüber führt die B56 als Euskirchener Straße in Richtung Zülpich, Euskirchen und Bonn. Die Bundesstraße 264 trifft in West-Ost-Richtung auf den Friedrich-Ebert-Platz. Im Westen führt die Kölnstraße in Richtung Innenstadt und im Osten die Kölner Landstraße in Richtung Kerpen und Köln. Im Nordosten trifft die Merzenicher Straße und im Südosten die Binsfelder Straße auf den Kreisverkehr.

## Geschichte

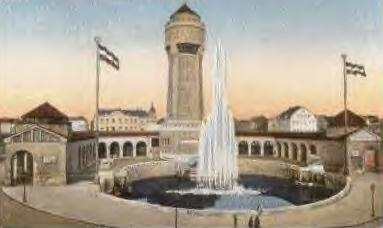
Der Wasserturm

Der Kreuzberg (Kruuschberg) erfuhr 1878 durch die Anlegung der Vereinsstraße nördlich (Schoellerstraße) und südlich (Euskirchener Straße) eine nivellierende Umgestaltung durch den Dürener Verschönerungsverein und wurde als Ende der Kölnstraße Kölnplatz genannt. Vom 17. August 1909 (Einweihung am 27. Oktober 1909) bis Februar 1945 stand im Innenraum der Dürener neue Wasserturm mit einer großen Anlage, inklusive illuminierter Fontänen. Einen Tag bevor die alliierte Militärregierung in Düren ihre Tätigkeit aufnahm (25. Februar 1945), sprengten deutsche Truppen den Wasserturm. Im Oktober 1957 wurde die Ruine entfernt.
Von 1908 bis 1944 umrundete die elektrische Straßenbahn den Wasserturm auf der südlichen Seite, am Kölnplatz befand sich auch eine Haltestelle. Nach dem Wiederaufbau nach dem Zweiten Weltkrieg fuhr sie dann mitten durch den Innenraum. Da der Bereich zwischen Kölnstraße und Kölner Landstraße relativ stark ansteigt, konnte es bei rutschigen Schienen passieren, dass vollbesetzte Wagen den Berg nicht hochkamen. Manchmal blieben die Züge mitten auf dem Kölnplatz stehen, so dass ein zweiter Triebwagen unterstützen musste. Die Strecke wurde 1963 stillgelegt.
Am 26. Juni 1950 wurde die Umbenennung des Platzes in Anerkennung der Verdienste Friedrich Eberts beschlossen. In den 1960er Jahren wurden von der Stadtverwaltung Pläne erarbeitet, die eine Umgestaltung des neuralgischen Verkehrsknotenpunktes als Straßenkreuzung vorsahen. Die B56 sollte über eine Brücke über die B264 hinüber geführt werden. Alle anderen Straßen wären dann „abgeklemmt“ worden.
In den 2000er Jahren wurde der Innenraum mit nachts beleuchteten Geweben der Firma GKD Gebrüder Kufferath umgestaltet.